# Carola Anding
Carola Anding (Struth-Helmershof, 29 december 1960) is een Oost-Duits langlaufster.

## Carrière
Anding won tijdens de Olympische Winterspelen 1980 de gouden medaille op de estafette. Twee jaar later tijdens de wereldkampioenschappen in het Noorse Oslo won Andig de bronzen medaille op de estafette. Anding won tijdens de spelen van Sarajevo geen medailles.

## Belangrijkste resultaten

### Olympische Winterspelen
| Editie | Plaats      | Resultaten                                |
| ------ | ----------- | ----------------------------------------- |
| 1980   | Lake Placid | 12e 20 km · estafette                     |
| 1984   | Sarajevo    | 21e 5 km 34e 10 km 30e 10 km 8e estafette |

### Wereldkampioenschappen langlaufen
| Jaar | Plaats      | Resultaten                       |
| ---- | ----------- | -------------------------------- |
| 1980 | Lake Placid | 12e 10 km · estafette            |
| 1982 | Oslo        | 20e 5 km · 16e 10 km · estafette |